# Стара Жека (Нижньосілезьке воєводство)
Стара Жека (пол. Stara Rzeka) — село в Польщі, у гміні Ґрембоциці Польковицького повіту Нижньосілезького воєводства.
Населення — 257 осіб (2011).
У 1975-1998 роках село належало до Легницького воєводства.

## Демографія
Демографічна структура станом на 31 березня 2011 року:
|          | Загалом | Допрацездатний вік | Працездатний вік | Постпрацездатний вік |
| -------- | ------- | ------------------ | ---------------- | -------------------- |
| Чоловіки | 139     | 36                 | 95               | 8                    |
| Жінки    | 118     | 29                 | 63               | 26                   |
| Разом    | 257     | 65                 | 158              | 34                   |